# Zakia Khattabi
Zakia Khattabi (Sint-Joost-ten-Node, 15 januari 1976) is een Belgisch politica voor Ecolo.

## Biografie
Khattabi, die Marokkaanse roots heeft, is van opleiding sociaal assistente en behaalde in 2001 een licentie in sociaal werk aan de Université libre de Bruxelles. Beroepshalve werd ze ambtenaar bij de POD Wetenschapsbeleid.
Bij de Brusselse gewestverkiezingen van juni 2009 werd Khattabi voor Ecolo verkozen in het Brussels Hoofdstedelijk Parlement, waar ze tot in mei 2014 bleef zetelen en lid was van de commissie Financiën, Begroting, Externe Betrekkingen en Algemene Zaken. Vanaf september 2009 zetelde ze ook in het Parlement van de Franse Gemeenschap, waar ze lid was van de commissie Hoger Onderwijs, en van oktober 2009 tot mei 2014 was Khattabi tevens gemeenschapssenator in de Senaat. Daar was ze van 2009 tot 2010 lid van de commissie Sociale Aangelegenheden, van 2010 tot 2014 ondervoorzitter van de commissie Justitie en van juni 2012 tot mei 2014 fractievoorzitter voor Ecolo. Op lokaal niveau was ze van 2012 tot 2015 gemeenteraadslid van Elsene.
Op 25 mei 2014 werd Khattabi voor de kieskring Brussel-Hoofdstad verkozen tot lid van de Kamer van volksvertegenwoordigers. Ze werd er lid van de commissies Justitie, Binnenlandse Zaken en Gelijke Kansen, alsook voorzitter van de Interparlementaire Unie Libanon, Jordanië, Syrië en Tunesië. In maart 2015 nam ze ontslag uit de Kamer nadat ze was verkozen tot co-voorzitter van Ecolo. Dit mandaat deelde ze tot november 2018 met Patrick Dupriez en van daarna met Jean-Marc Nollet. In juli 2019 kondigde ze aan dat ze zich geen kandidaat stelde voor een nieuwe termijn als Ecolo-voorzitster, waarna ze in september 2019 de fakkel doorgaf aan Jean-Marc Nollet en Rajae Maouane.
Bij de verkiezingen van mei 2019 werd Khattabi opnieuw verkozen in de Kamer, waar ze ditmaal tot in oktober 2020 bleef zetelen. Ook deze keer legde ze zich toe op justitie.

## Mislukte voordracht als rechter van het Grondwettelijk Hof
In september 2019 droeg de Ecolo haar voor als lid van het Grondwettelijk Hof. Haar kandidatuur stuitte op kritiek van de partijen N-VA en Vlaams Belang, die aanklaagden dat Khattabi geen juridische ervaring had en op het vlak van migratie te activistisch zou zijn. In januari 2020 vond in de Senaat de stemming over haar kandidatuur plaats. Er waren twee stemrondes, maar in geen van beide behaalde Khattabi de vereiste tweederdemeerderheid. Hierdoor werd ze niet voorgedragen als rechter van het Grondwettelijk Hof en moest de procedure worden overgedaan. Volgens Ecolo was dit te wijten aan "fake news", waarbij de N-VA haar zou afgeschilderd hebben als iemand die een uitwijzing had tegengewerkt. De partij verwees hiermee naar een incident uit 2013, toen Khattabi in een vliegtuig van Tunisair de uitwijzing van een Tunesiër die illegaal in België verbleef zou hebben proberen te verhinderen. Volgens de politie-inspectie en de diensten van toenmalig minister van Binnenlandse Zaken Joëlle Milquet was van die tegenwerking echter niets aan.
In maart 2020 droeg haar partij haar andermaal voor als rechter bij het Grondwettelijk Hof. Twee maanden later, op 15 mei, werd in de Senaat opnieuw gestemd over haar voordracht bij het Grondwettelijk Hof, waarbij Khattabi opnieuw geen tweederdemeerderheid achter haar naam kreeg. Ze trok vervolgens haar kandidatuur in en kondigde aan dat ze haar mandaat van parlementslid voortzette.
Na de afwijzing van Khattabi werd Thierry Detienne door Ecolo voorgedragen als rechter, wiens kandidatuur wel aanvaard werd.
Het was niet de eerste keer dat een kandidaat voor het Grondwettelijk Hof werd afgewezen. In 2007 kreeg Mia De Schamphelaere, die voorgedragen werd door CD&V, ook niet voldoende stemmen achter haar naam. Volgens andere partijen vormde het scherpe ethische profiel van De Schamphelaere een struikelblok. Beide kandidaten werden afgerekend op, op z'n minst een perceptie van, zeer uitgesproken en polariserende ethische standpunten.

## Minister van Klimaat, Milieu en Duurzame Ontwikkeling
Op 1 oktober 2020 legde Khattabi de eed af als minister van Klimaat, Milieu en Duurzame Ontwikkeling in de regering-De Croo. In deze functie had ze tevens de opdracht om de Europese Green Deal in België te implementeren. Khattabi bleef federaal minister tot in februari 2025. 
Bij de Brusselse gewestverkiezingen van juni 2024 werd Khattabi als lijsttrekker voor haar partij verkozen in het Brussels Hoofdstedelijk Parlement. Zolang ze ontslagnemend federaal minister was, diende zij zich te laten vervangen als Brussels Parlementslid. Na het einde van haar ministerschap ging ze in februari 2025 opnieuw in deze assemblee zetelen en werd ze Ecolo-fractievoorzitter in het Brussels Parlement.

## Onderscheiding
Op 21 mei 2014 werd ze Ridder in de Leopoldsorde.